# Lifamatola
Lifamatola is een eiland in de Soela-groep in de Molukken. Het is 28 vierkante km groot en het hoogste punt is 201 m. Er is slechts één zoogdiersoort bekend, de babiroesa (Babyrousa babyrussa).